# Симеон Владимиров
Вижте пояснителната страница за други личности с името Владимиров.
Симеон Владимиров Георгиев е български преводач и литературовед.

## Биография
Роден е на 8 февруари 1925 г. в с. Иваняне (днес квартал на София). Учи в 7-а мъжка гимназия а през 1961 г. завършва Българска филология в Софийския университет „Климент Охридски“.
Работи във вестниците „Народна младеж“ и „Литературен вестник“ и в издателство „Народна култура“. Превежда от руски, беларуски, украински, сръбски и хърватски, испански, португалски, турски и тибетски език.
Женен е за преводачката Жела Георгиева.

## Преводи
Симеон Владимиров е преводачът на Андрей Платонов в България.
От руски език е превеждал също „Трудно е да бъдеш Бог“ и „Понеделник започва в събота“ на братя Стругацки, „Повестите на Белкин“ на Александър Пушкин, за поредицата „Нова проза“ е превел „Убиецът от нищото“ на Юрий Мамлеев.
Сред беларуските автори, представени от него на български, са Васил Биков и Янка Купала. Той е преводач на голяма част от книгите на Васко Попа от сръбски език.
Превеждал е от испански език творби на Алехо Карпентиер, Калдерон де ла Барка и Елвио Ромеро. Автор е на предговорите и редактор на повечето произведения на Габриел Гарсия Маркес, издадени на български.
Превел е стихотворения от редица испански, португалски и турски поети в различни сборници, както и книгата „Три тайни думи“ на Джам Цо от тибетски.
Превел е романите „Атланти и кариатиди“ на Иван Шамякин (1980) и „Плач на пъдпъдъци“ на Иван Чигринов (1981), повестите „Изневяра“ и „Капан“ на Василий Биков (1965), „Първата брачна нощ“ (1975) и „Търговката и поетът“ (1978) на Шамякин, „Лявон на Бунтовниците“ на Кузма Чьорни (1978), пиесите „Портите на безсмъртието“ на Кондрат Крапива (1975), „Последната инстанция“ на Николай Матуковски (1976), „И смолкли птици“ на Шамякин (1979), „Погорельцы“ на Андрей Макайонак (1980), „Павлинка“ на Янка Купала (1982), разкази на Якуб Колас, Вячеслав Адамчик, Леонид Гаврилкин, Микола Гил, Хенрих Далидович, Алексей Дударай, Алес Жук, Волга Ипатова, Л. Колодзежна, Уладзимир Караткевич, Анатол Кудравец, Иван Пташникай, Барис Сачанка, Н. Стрелцова и др.
Съставител е книги с беларуска проза „Десет съвременни руски разкази“ (1977) и „Под звука на дъбове“ (1981), както и компилации избрани произведения на Кузма Чьорни, Уладзимир Караткевич, Анатол Кудравец и Барис Сачанка.
Автор е на статии и изследвания на творчеството на руски писатели и беларуска литература. Многократно посещава Беларус.